# José Maria Latino Coelho
José Maria Latino Coelho (Lisboa, 29 de novembro de 1825 – Sintra, 29 de agosto de 1891), mais conhecido por Latino Coelho, militar, escritor, jornalista, filólogo, historiador, ensaísta e político português, formado em Engenharia Militar. Seguiu a carreira das armas, tendo atingido o posto de general de brigada do estado-maior de engenharia. Seguindo um percurso político que o levaria do Partido Regenerador, pelo qual foi eleito deputado, ao Partido Republicano Português, com passagem por um governo do Partido Reformista, de que foi fundador e ministro, a sua carreira política percorreu todo o arco partidário da Monarquia Constitucional. Foi várias vezes eleito deputado, foi par do Reino eleito e exerceu as funções de ministro da Marinha e de vogal do Conselho Geral de Instrução Pública. Foi lente na Escola Politécnica de Lisboa e sócio efetivo e secretário perpétuo da Academia Real das Ciências de Lisboa. Como escritor, notabilizou-se com obras notáveis de foro histórico e ensaístico.

## Biografia
José Maria Latino Coelho nasceu em Lisboa a 29 de novembro de 1825, filho de Maria Henriqueta Latino Martins de Faria Coelho e do tenente-coronel de artilharia João Alberto Coelho, que esteve exilado em Espanha até 1834 devido às suas convicções liberais. 
Aluno brilhante e aplicado, Latino Coelho teve educação esmerada, estudando francês, inglês e rudimentos de Matemática e das ciências exatas. Em 1837 e 1838 estudou Latim, Grego e Lógica no Liceu Nacional de Lisboa, saindo sempre distinto nos seus exames.
Em 1838 foi admitido no Colégio Militar, onde concluiu os estudos preparatórios, tendo sido o melhor aluno do seu curso. 

### Carreira militar
Depois de ter frequentado o Colégio Militar, passou à Escola do Exército para prosseguir o curso de Engenharia Militar. Naquela Escola ganhou três prémios e habilitou-se com distinção para a carreira de oficial de Engenharia.
Assentou praça no Regimento de Infantaria n.º 16 a 14 de Novembro de 1843, sendo pouco depois nomeado alferes-aluno do mesmo corpo, sendo promovido a alferes em 12 de Dezembro de 1848 e a tenente a 14 de Julho de 1851.
Concluiu os estudos na Escola do Exército quando rebentava a Revolução da Maria da Fonte, a que se seguiu a guerra civil da Patuleia, que só terminaria em 1847 pela intervenção da Quádrupla Aliança. 
Tendo entretanto obtido habilitação como engenheiro militar e regressada a paz, passou à arma de engenharia, como capitão, em 10 de Agosto de 1864. Foi promovido a major de engenharia a 30 de Janeiro de 1872, a tenente-coronel em 6 de Maio de 1874, a coronel em 29 de Maio de 1878 e a general de brigada em 19 de Setembro de 1888.

### Carreira académica
Em 1851, depois dum concurso brilhante foi nomeado lente substituto da cadeira de Mineralogia e Geologia da Escola Politécnica de Lisboa.
Para uso dos alunos da Escola Politécnica publicou um Curso de Introdução à História Natural (1850). Para além desta obra prepara numerosos apontamentos destinados aos seus alunos, alguns dos quais publica em revistas de divulgação.
Foi eleito sócio efetivo da Academia das Ciências de Lisboa em 18 de Maio de 1855. Em resultado da sua excelente participação nos trabalhos académicos, em 1856, por votação unânime, foi nomeado secretário da Academia, ficando depois considerado secretário perpétuo. 
Tendo em vista a necessidade de dotar as então escolas primárias de uma obra de referência adequada aos conhecimentos de mestres e alunos, elabora, em colaboração com o célebre lexicógrafo Francisco Júlio de Caldas Aulete (1823 – 1878) e outros, uma Enciclopédia das escolas de instrução primária dividida em três partes. (1857).  
Em 1870, foi incumbido pela Academia Real das Ciências de Lisboa de dirigir a comissão encarregada de dar continuação aos inglórios esforços de José da Fonseca, Bartolomeu Inácio Jorge e Agostinho José da Costa Macedo, os organizadores do Dicionário da Lingua Portuguesa, de 1793, também produzido sob a égide da Academia de Ciência de Lisboa, mas que tinha parado na letra A, em azurrar, e assim se encontrava. Para tal, foram-lhe confiados os subsídios legados a Alexandre Herculano e vendidos pelo falecido historiador àquela corporação. 
Publicou várias biografias de figuras históricas, as melhores das quais publicadas na coleção intitulada Galeria de varões ilustres de Portugal, do editor David Corazzi.
Recebeu também o encargo de escrever, oficialmente uma História do cerco do Porto em 1832, tendo dos seus esforços resultado a publicação da obra intitulada História Política e Militar de Portugal, desde Fins do Século XVIII até 1834  (3 volumes publicados entre 1874-1891).
Grande parte da sua obra académica encontra-se dispersa por jornais e revistas, as mais relevantes das quais nas Memórias da Academia das Ciências, na Revista Peninsular, Revista Contemporânea de Portugal e Brasil  (1859-1865) e no Arquivo Pitoresco.

### Carreira jornalística
Latino Coelho estreou-se como jornalista na Revolução de Setembro, escrevendo uma série de artigos sobre as questões que agitavam então a Europa e sobre as diferentes fases por que à época passavam os ideais democráticos. 
A partir daí passou a colaborar ativamente naquele periódico, em oposição ao governo. Durante alguns meses foi também redator principal doutro jornal da mesma cor política, intitulado A Emancipação.
Em 1851 foi fundada A Semana, um semanário literário, congregando a colaboração dos principais escritores da época. Latino Coelho teve parte importante na sua redação. Nesta fase, os seus melhores artigos versaram a biografia de personalidades eminentes nas letras. Já anteriormente escrevera artigos biográficos e uma coleção de tipos nacionais na Revista Peninsular. 
No ano de 1852, quando foi publicado em Portugal uma obra da autoria de Sinibaldo de Más, antigo embaixador de Espanha no império da China, fazendo a apologia da união pacífica de Espanha e Portugal, Latino Coelho escreveu o prólogo da obra, manifestando-se adepto do iberismo. 
Em 1853, no Portugal Artístico, escreveu a maior parte dos artigos que acompanharam as gravuras em grande formato dos monumentos descritos, sendo da sua autoria as versões português e francês. 
No periódico O Panorama (1837-1868) publicou uma minuciosa e extensa biografia do visconde de Almeida Garrett. Colaborou também na Época, Farol, Civilização Popular, A Discussão, Política Liberal e Jornal do Comércio, de que foi algum tempo redator principal. Também colaborou com o jornal A Democracia e no Século escreveu, por muito tempo, o editorial da edição de domingo. Como jornalista, distinguiu-se sempre pela elegância e pureza do estilo e pelo vigor e correção com que discutia os assuntos que serviam de tema aos seus escritos. Era raro o jornal literário que não tivesse colaboração sua. 
Tinha grande competência nalgumas línguas estrangeiras. Escreveu em espanhol a biografia de Almeida Garrett, que foi publicada na Revista Peninsular.
Foi diretor do Diário de Lisboa, então jornal oficial do governo, por ocasião da nova organização que lhe foi dada em 1859.
Também se conhecem colaborações em diversas publicações periódicas como: a  Illustração luso-brasileira (1856-1859), Arquivo Pitoresco (1857-1868), Jornal de Domingo (1881-1888), Galeria republicana (1882-1883), A Imprensa  (1885-1891) e, a título póstumo, no periódico O Azeitonense (1919-1920).

### Carreira política

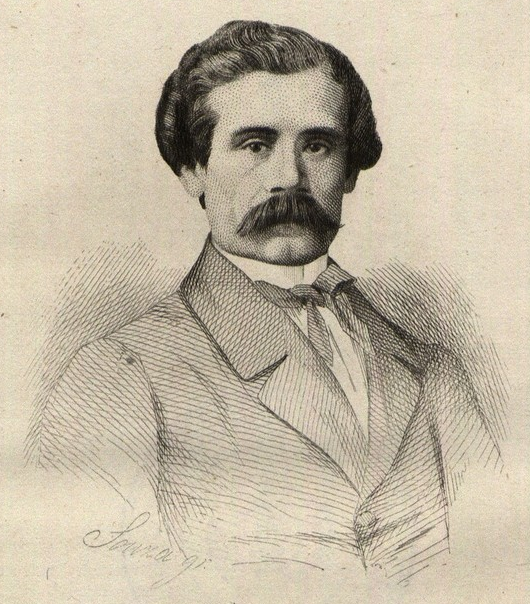
Gravura de Latino Coelho, publicada em 1860.

Como aconteceu com a maioria dos grandes vultos da política portuguesa durante a Monarquia Constitucional, Latino Coelho ingressou na política ativa através do jornalismo: depois de se tornar conhecido como distinto jornalista da Revolução de Setembro, carreira que encetara em 1849, nada mais natural do que ser incluído nas listas partidárias. 
Outra faceta das suas opiniões políticas, o iberismo, ficou bem patente no prefácio que em 1852 escreve para a edição portuguesa da obra intitulada A Ibéria, do diplomata espanhol Sinibaldo de Más, onde defende a necessidade de uma aproximação entre portugueses e espanhóis e a necessidade de difundir entre nós as ideias da fusão ou pelo menos da aliança ibérica. Retomaria este tema em 1859 no prefácio à obra de Xisto Câmara intitulada A União Ibérica.
O percurso de Latino Coelho levou-o a ser eleito deputado por Lisboa, nas eleições suplementares de 3 de Dezembro de 1854, filiado no Partido Regenerador. Prestado juramento a 10 de Janeiro de 1855, só mais de dois meses depois de frequentar a Câmara dos Deputados fez o seu primeiro discurso, no dia 28 de Março de 1855, discurso a que toda a imprensa teceu os maiores elogios. 
Nas eleições gerais de 9 de Novembro de 1856 (10.ª Legislatura Constitucional) não conseguiu fazer-se eleger por Lisboa, reentrando no parlamento apenas a 30 de Março de 1857, depois de ter sido eleito deputado pelo círculo plurinominal da Horta, nos Açores, na eleição suplementar realizada em 25 de Janeiro desse ano. Nas eleições gerais para a 11.ª legislatura, realizadas a 2 de Maio de 1858, foi novamente eleito pelo círculo da Horta. O mesmo aconteceu nas eleições gerais de 1 de Janeiro de 1860, tendo prestado juramento a 21 de Maio daquele ano.
A sua prestação parlamentar neste período foi brilhante, com múltiplas intervenções cobrindo grande variedade de temas. Foi o período mais fecundo da sua passagem pelas Cortes. Ao longo deste período foi-se distanciando do Partido Regenerador, alinhando-se progressivamente pelas posições do Partido Histórico, o que já era claro em 1861. 
Contando com pouco apoio partidário, nas eleições gerais de 22 de Abril de 1861 não foi eleito, ficando o seu retorno à Câmara dependente de uma eventual eleição suplementar. Tal veio a acontecer a 26 de Outubro de 1862, mas agora a eleição foi patrocinada por José da Silva Mendes Leal, que acorria a tentar trazer à sua zona de influência o ilustre trânsfuga, num dos círculos uninominais de Lisboa afetos ao Partido Histórico, que agora constituía a nova maioria. Prestou juramento a 12 de Janeiro de 1863.
Esta passagem pela área de influência dos históricos foi breve: logo em princípios de 1863 votou contra as posições governamentais, causando embaraços ao ministério presidido pelo duque de Loulé. Tal provocou a imediata reação dos eleitores afetos ao Partido Histórico que o tinham eleito, que, sentindo-se traídos, declaravam, em manifesto publicado a 10 de Maio de 1863, que tinham perdido a confiança em Latino Coelho como seu representante.
Na sessão parlamentar imediata, Latino Coelho apresentou perante a Câmara a sua defesa, declarando-se defensor do mandato representativo em oposição ao mandato imperativo a que o pretendiam obrigar e reafirmando que o apoio ao governo não podia significar subserviência dos deputados. Coube a Mendes Leal, que o havia apadrinhado na entrada para a lista dos históricos, responder em nome da maioria, num interessante debate que acabaria com a aprovação de uma proposta de José Luciano de Castro em que a Câmara de recusava a tomar posição sobre a matéria. Em resultado, a 15 de Maio Latino Coelho renuncia ao seu mandato de deputado, malgrado o apoio que os regeneradores, liderados por Fontes Pereira de Melo, lhe deram, tentando fazê-lo retornar às suas fileiras.
Desiludido com os grandes partidos do rotativismo, resolveu afastar-se de ambos. Foi um dos fundadores do Clube dos Lunáticos, que se reunia no Pátio do Salema, no qual se ligou, entre outros, a António de Oliveira Marreca, Elias Garcia e Augusto Saraiva de Carvalho. Este grupo constituiu o embrião do Partido Reformista, designação da autoria do próprio Latino Coelho.
Em consequência da sua participação neste novo partido, foi nomeado ministro da Marinha do governo reformista nomeado em 22 de Julho de 1868, num arranjo ministerial presidido por Sá da Bandeira, mas cujo homem forte era D. António Alves Martins, o conhecido Bispo de Viseu. Permaneceu no governo até à sua queda, a 11 de Agosto de 1869.
Foi integrado nas listas deste novo partido que regressou ao parlamento em 1869, agora eleito pelo círculo de Proença-a-Nova. Nas eleições seguintes foi deputado pela Anadia (1869) e por Lisboa (1870), mas a progressiva aproximação do Reformista ao Partido Histórico, e a sua previsível inclusão no rotativismo, em breve o desgostaram e o conduziram a nova dissidência, desta vez em direção aos novos ideais republicanos que começavam a despontar em Portugal.
Temporariamente afastado da política ativa e ocupado pela sua intensa atividade literária e jornalística, ainda assim desempenhou um papel relevante na estruturação do Partido Republicano Português e estando envolvido na fundação do Centro Republicano de Lisboa (1979). O seu apoio ao republicanismo foi feito sempre de forma moderada, o que permitiu que desenvolvesse a sua carreira militar e académica sem estorvo de maior.
A 2 de Dezembro de 1885 Latino Coelho foi eleito par do reino, em representação das corporações científicas. Tomou assento na Câmara dos Pares a 25 de Janeiro de 1886. Nesta Câmara retomou, depois de 16 anos de ausência, a sua participação parlamentar centrou-se na defesa moderada dos princípios republicanos, numa linha doutrinária contida na sua obra O preço da monarquia (1886), uma edição aumentada da sua primeira intervenção parlamentar como par do Reino. Nele defende a alternância entre um partido monárquico e conservador e um partido republicano e progressista, apostado em reformar as instituições.
Regressou à Câmara dos Pares, agora como deputado republicano pelo círculo de Lisboa, eleito nas eleições gerais de 1889 e 1890. Fez parte da lista de protesto que surgiu na sequência do ultimato britânico de 1890.
Exerceu diversas comissões, como a encarregada da reforma da Academia das Belas Artes de Lisboa. 
Comparecia nas assembleias políticas, quando o partido reclamava o auxílio do seu saber e da sua experiência, usando da palavra com toda a correção e dignidade, criticando, castigando, demolindo, sem perder a linha austera e nobre, que era uma das feições dominantes do seu caráter. Foi por isso que obteve o respeito e as atenções de todos os partidos, e que, dentro da monarquia que ele combateu, contava verdadeiras afeições, porque se fazia justiça à sua sinceridade.

### Morte e homenagens póstumas
Faleceu em Sintra a 29 de Agosto de 1891. A Academia Real das Ciências de Lisboa realizou no dia 11 de Dezembro de 1898 uma sessão solene, com a presença do rei D. Carlos I, da rainha D. Amélia de Orleães e do infante D. Afonso, na qual os académicos Tomás Ribeiro e Sousa Monteiro fizeram o elogio histórico de José Maria Latino Coelho.
Latino Coelho era comendador da Ordem de Cristo, grã-cruz da Ordem da Torre e Espada e grã-cruz da Ordem de Nossa Senhora da Conceição de Vila Viçosa.

## Principais obras publicadas
Entre muitas obras, em particular dispersas por periódicos, Latino Coelho é autor das seguintes:
- Oposição sistemática, Lisboa (1849)
- Curso de introdução à História Natural dos três reinos, Lisboa (1850) (também na Revista Popular, tomo II)
- A Ibéria, memória escrita em língua espanhola por um filo-português e traduzida na língua portuguesa por um filo-ibérico, Lisboa (1852)
- Enciclopédia das escolas de instrução primária dividida em três partes. Composta por distintos escritores, sob a direcção do sr. José Maria Latino Coelho, Lisboa (1857)
- A Oração da Coroa, tradução da obra de Demóstenes, com um estudo introdutório intitulado A Civilização da Grécia (1877)
- O sonho de um rei, Coimbra (1879)
- História Política e Militar de Portugal, desde Fins do Século XVIII até 1834 (3 volumes publicados entre 1874-1891)
- Luís de Camões (1880) (1.° volume da Galeria de varões ilustres de Portugal, do editor David Corazzi)
- Vasco da Gama (1882)
- Marquês de Pombal (1904)
- Garrett e Castilho (1917)
- Tipos Nacionais (1919)
- Cervantes (1919)
- Arte e Natureza (1923)
- Literatura e História (1925)
- Elogio histórico de José Bonifácio de Andrada e Silva, in Edgard de Cerqueira Falcão (comp.) – Obras Científicas, Políticas e Sociais de José Bonifácio de Andrada e Silva, vol III. Santos, (1964)

Dispersa por periódicos diversos encontram-se muitos artigos, alguns de grande fôlego, dos quais se listam apenas alguns:
- Relatório dos trabalhos da Academia Real das Ciências, lido em sessão pública de 19 de Novembro de 1856, Lisboa (1856) (também nas Memórias da Academia, tomo II, parte I, da nova série, classe 2.ª)
- Relatório dos trabalhos da Academia Real das Ciências, lido na sessão pública de 20 de Fevereiro de 1859, Lisboa (1859)
- Elogio histórico de D. Fr. Francisco de São Luís, recitado em sessão pública da Academia Real das Ciências de 19 de Novembro de 1856, Lisboa (1856)
- Elogio histórico de Rodrigo da Fonseca Magalhães lido na sessão pública da Academia em 20 de Fevereiro de 1859, Lisboa, (1859) (também nas Memórias da Academia)
- Juízo crítico sobre o «Arco de Sant'Anna» de Almeida Garrett na Semana, vol. II (1851)
- Estudos sobre os diferentes métodos de ensino do ler e escrever, no Panorama (1854)
- O visconde de Almeida Garrett, estudo biográfico crítico, no Panorama (1855)
- D. Maria II, Santa Maria de Belém e Sintra, artigos que acompanham as estampas respetivas no Portugal Artístico
- Almeida Garret (originalmente em espanhol na Revista Peninsular, tomo I)
- Considerações sobre a união ibérica, no Archivo Universal, tomo I
- Casal Ribeiro, perfil crítico, na Revista Contemporânea de Portugal e Brasil, tomo I
- António Feliciano de Castilho, na Revista Contemporânea, tomo I
- Novo retrato do sr. J. M. Latino Coelho, na Revista Contemporânea de Portugal e Brasil, tomo II (carta a Teixeira de Vasconcelos)
- Viagem ao Tibete e à Alta Ásia, pelos srs. Adolpho, Hermano e Robert von Schlagintweit, no Diário de Lisboa, n.º 256 e seguintes
- Proposições do poema, nota na tradução dos Fastos de António Feliciano de Castilho, tomo I
- Fernando de Magalhães, no Archivo pittoresco, tomo VI (em diversos números)
- Relatório dos trabalhos da Academia Real das Ciências, lido na sessão pública de 10 de Março de 1861, Lisboa, (1861) (tomo III, parte I, das Memórias da Academia, 2.ª classe, nova série)
- Elogio do barão de Humboldt, lido na sessão pública da Academia Real das Ciências de Lisboa em 10 de Março de 1861, Lisboa, (1861) (tomo III, parte I, das Memórias da Academia, 2.ª classe, nova série)
- Relatório dos trabalhos da Academia, lido na sessão pública de Abril de 1863, Lisboa, (1863)
- Estudo biográfico-crítico sobre Júlio Máximo de Oliveira Pimentel, na Revista Contemporanea de Portugal e Brasil, tomo II e tomo III.
- Episódios da vida de Alexandre de Humboldt na Revista Contemporânea de Portugal e Brasil, tomo III.
- O Infante D. João, biografia na Revista Contemporânea de Portugal e Brasil, tomo IV.
- Manifesto aos eleitores do circulo 65 (distribuído avulsamente e transcrito em vários jornais)
- Relatório da comissão encarregada de propor à Academia Real das Ciências de Lisboa o modo de levar a efeito a publicação do Dicionário da Língua Portuguesa, Lisboa (1870) (assinado pelos membros da comissão, sendo relator Latino Coelho)
- De la independencia de Portugal, carta a Emilio Castelar, no Jornal do Commercio, de 8 de Março de 1871
- O Gladiador de Ravena, drama traduzido do alemão (representado no Teatro de D. Maria II)
- Escritos literários e políticos, tomo I: Elogios académicos, Lisboa (1873)
- Elogio Histórico de José Bonifácio de Andrada e Silva, lido na sessão pública da Academia Real das Ciências Lisboa em 15 de Maio de 1877 (com o retrato de Andrada e Silva litografado), Lisboa, (1877)
- Panegírico de Luiz de Camões, lido na sessão solene da Academia Real das Ciências de Lisboa em 9 de Junho, Lisboa (1880)

Também se lhe deve a introdução à coletânea mandada publicar por uma comissão organizada no Rio de Janeiro para promover no Brasil as comemorações do centenário de Sebastião José de Carvalho e Melo, 1.º marquês de Pombal. Traduziu várias obras do francês e do alemão, entre as quais as comédias Les vieux garçons e Les Ganaches, de Victorien Sardou, a que deu, respetivamente, o título de Solteirões e de Caturras. Aquelas obras foram levadas à cena no Teatro de D. Maria II.